# Gujing Gongjiu
 (novembre 2014).
Si vous disposez d'ouvrages ou d'articles de référence ou si vous connaissez des sites web de qualité traitant du thème abordé ici, merci de compléter l'article en donnant les références utiles à sa vérifiabilité et en les liant à la section « Notes et références ».
Le Gujing gongjiu (chinois simplifié : 古井贡酒 ; chinois traditionnel : 古井貢酒 ; pinyin : gǔjǐng gòng jiǔ ; litt. « alcool « tribut du vieux puits » »), fabriqué dans le village de Gujing (Vieux puits) de la ville de Bozhou, province de l’Anhui, est un baijiu (alcool blanc) aux arômes intenses.  

## Présentation
Grâce à un liquide clair et limpide, parfumé et généreux comme une fleur d’orchidée, à la fois doux et moelleux en bouche, avec un arrière-goût qui persiste après la dégustation, il s’est fait connaître sous le nom de « Pivoine des alcools blancs » et fait partie des huit plus grands alcools blancs de Chine. En mai 2013, le site de Gujing Gongjiu a figuré sur la septième liste de la publication des sites historiques et culturels majeurs protégés au niveau national.

## Histoire
L’histoire du gujing gongjiu remonte en -196 avant Jésus-Christ, l’année où Cao Cao offre l’alcool « Jiuyun » (distillé à neuf reprises) de sa ville natale (Bozhou), ainsi que sa recette de brassage à l’empereur Xiandi des Han (189 après Jésus-Christ), Liu Xie. L’alcool reçoit ainsi le nom de « gongjiu », ce qui signifie « alcool présenté à la cour impériale comme tribut ».  L’alcool brut du Gujing gongjiu hérite de la technique secrète de « Jiuyun » (la distillation à neuf reprises), utilise l’eau de Wuji et le qu (la levure de vin) du fleurissement des pêchers, pour être fermenté dans une «cuve méritoire » de la dynastie Ming. Une fois lancé sur le marché, l’alcool fait l’objet de l’appréciation générale des consommateurs.

## Activité commerciale et réputation
Il est devenu le premier choix pour des occasions de fêtes officielles et commerciales[réf. nécessaire]. L’alcool brut du Gujing Gongjiu a été désigné en 2010 et 2011 comme alcool blanc exclusif pour les activités de la 7e exposition Chine-ASEAN, il a été également sélectionné par le Pavillon de la Chine de l’Exposition spécialisée de 2012 de Yeosu, en Corée du Sud, pour être l’alcool exclusif réservé au Pavillon durant l’exposition.
En 2013, il a été désigné en tant qu’alcool officiel du Haikou World Open Snooker 2013[réf. nécessaire]. Le produit se vend aussi bien dans la région du nord que dans le sud, il s’exporte également à l’étranger dans des pays comme les États-Unis, le Canada, la Corée du Sud, et les Émirats arabes unis.